# لودوویت کرونر
لودوویت کرونر (انگلیسی: Ľudovít Kroner; ۱۹ دسامبر ۱۹۲۵ – ۱۹ دسامبر ۲۰۰۰) بازیگر اهل کشور اسلواکی بود.او برادر کوچکتر یوزف کرونر و بزرگتر از یان کرونر بود. 